# 강화 백련사 철조아미타여래좌상
강화 백련사 철조아미타여래좌상(江華 白蓮寺 鐵造阿彌陀如來坐像)은 인천광역시 강화군 하점면 백련사에 있는 고려시대의 불상이다. 1989년 4월 15일 대한민국의 보물 제994호 강화백련사철아미타불좌상으로 지정되었다가, 이후 현재의 명칭으로 변경되었다.

## 개요
고구려 장수왕 4년(416)에 세운 이 절에는 다음과 같은 전설이 전해진다.
삼국시대에 한 인도 승려가 절터를 물색하다 강화도 고려산에서 다섯 색깔의 연꽃이 만발한 못을 발견했다. 그는 그 꽃들을 꺾어 공중으로 날리고 떨어지는 곳마다 절을 세웠는데, 흰꽃이 떨어진 곳을 백련사라 하였다고 한다.
이 불상은 여기에 모셔진 것으로 고려 후기에 유행한 단아한 양식을 따르고 있다. 갸름한 얼굴, 단정한 눈·코·입, 좁아진 어깨, 손발의 곡선 처리 등은 절제된 엄숙한 분위기를 자아낸다. 옷은 두껍고 주름은 단순한데 왼쪽 팔꿈치 윗부분에는 독특한 모양의 옷주름이 표현되었다. 왼발은 옷 속에 감싸여 있고 오른발이 보이도록 앉은 길상좌(吉祥坐)의 자세이며, 배를 덮고 있는 옷의 띠는 매듭고리와 끈이 좌우로 균형 잡혀있다. 이러한 표현은 청양의 장곡사 불상 등과 비슷한 형식이다. 그러나 큼직하고 대담하게 묘사된 옷 장식이나, 왼쪽 종아리로 내려진 옷자락은 약간 다른 것으로 민천사금동불좌상 등과 매우 비슷한 형식이다.
길상좌 자세에 단아한 모습과 세련된 기법으로 보아 14세기 후반 내지 15세기 초의 작품으로 추정된다.

## 같이 보기
- 백련사

## 참고 자료
- 강화 백련사 철조아미타여래좌상 - 국가유산청 국가유산포털
- 인천역사문화총서40, 《인천의 문화유산을 찾아서》, 인천광역시 역사자료관, 백련사 철아미타불좌상, 26쪽